# Micaela de Silva y Collás
Micaela de Silva y Collás (Oviedo, 1809-Jadraque, 1884) fue una escritora y traductora española.

## Biografía
Nacida el 8 de mayo de 1809 en Oviedo, fue colaboradora de publicaciones periódicas como El Correo de la Moda, La Mujer Cristiana, La Defensa de la Sociedad, Las Cortes y La Ilustración Católica. Firmó con el anagrama «Camila de Avilés». Traductora de obras poéticas del italiano al castellano, falleció el 20 de julio de 1884 en Jadraque.